# Mioacris
Mioacris is een geslacht van rechtvleugeligen uit de familie sabelsprinkhanen (Tettigoniidae). De wetenschappelijke naam van dit geslacht is voor het eerst geldig gepubliceerd in 1892 door Pictet & Saussure.

## Soorten
Het geslacht Mioacris omvat de volgende soorten:
- Mioacris acutipennis Pictet & Saussure, 1892
- Mioacris brevifolia Haan, 1842
- Mioacris javana Pictet & Saussure, 1892
- Mioacris longicauda Burmeister, 1838
- Mioacris nieuwenhuisi de Jong, 1939
- Mioacris robusta Beier, 1954